# Valasmeer (Lävas)
Het Valasmeer, Zweeds: Vállašjávri, is een moeras in het noorden van Zweden. Het meer ligt in de gemeente Kiruna in het stroomgebied van de Lävasrivier en de zijrivier daarvan de Valasrivier en is een deel van de Valasvallei, Vallašvuomus.
Afwatering: Valasmeer → Lävasrivier → Rautasrivier → Torne → Botnische Golf